# Neo-uvaria acuminatissima
Neo-uvaria acuminatissima är en kirimojaväxtart som först beskrevs av Friedrich Anton Wilhelm Miquel, och fick sitt nu gällande namn av Airy Shaw. Neo-uvaria acuminatissima ingår i släktet Neo-uvaria och familjen kirimojaväxter. Inga underarter finns listade i Catalogue of Life.